# Tetranychus eyrewellensis
Tetranychus eyrewellensis är en spindeldjursart som beskrevs av David C.M. Manson 1967. Tetranychus eyrewellensis ingår i släktet Tetranychus och familjen Tetranychidae. Inga underarter finns listade i Catalogue of Life.